# Mittelspannungsrichtlinie
Die Mittelspannungsrichtlinie (vollständige Bezeichnung: Richtlinie für Anschluss und Parallelbetrieb von Erzeugungsanlagen am Mittelspannungsnetz) gilt für Energieerzeugungsanlagen (u. a. Solaranlagen, Biogasgeneratoren oder Windkraftwerke) in Deutschland mit mehr als 100 kW Spitzenleistung, die ihre Leistung in das Mittelspannungsnetz einspeisen. Sie dient der Sicherstellung der Versorgungsqualität.

## Geschichte
Die Richtlinie wurde 2008 vom Bundesverband der Energie- und Wasserwirtschaft (BDEW) erstellt und muss seit dem 1. Januar 2009 eingehalten werden. Es gelten jedoch Übergangsfristen. Vor diesem Datum installierte Erzeugungsanlagen sind von der Richtlinie nicht betroffen.
Die Anforderungen, die die Mittelspannungsrichtlinie an Energieerzeugungsanlagen stellt, bedeuten einen grundlegenden Richtungswechsel in der Funktion der Wechselrichter, die die Verbindung von Erzeugungsanlage zum öffentlichen Stromnetz herstellen. Erzeugungsanlagen müssen sich jetzt während der Netzeinspeisung an der Spannungshaltung regulierend und stabilisierend beteiligen können. Dabei wird zwischen statischer und dynamischer Netzstabilisierung unterschieden.
2018 wurde die MS-Richtlinie durch die VDE-Anwendungsregel (FNN) VDE-AR-N 4110 (Technische Anschlussregeln Mittelspannung) abgelöst.
| Technische Anforderung                        | einzuhalten ab (es zählt das Datum des Antrags) |
| --------------------------------------------- | ----------------------------------------------- |
| Statische Spannungshaltung                    | 1. Juli 2010                                    |
| Dynamische Netzstabilisierung (eingeschränkt) | 1. Juli 2010                                    |
| Zertifizierungspflicht                        | 1. Juli 2010                                    |
| Dynamische Netzstabilisierung                 | 1. Januar 2011                                  |

## Anforderungen

### Statische Netzstabilisierung
Auf Anforderung des Netzbetreibers müssen Wechselrichter induktive oder kapazitive Blindleistung ins Netz einspeisen können, um die Blindleistungsbilanz im Netz auszugleichen und die Netzspannung im Mittelspannungsnetz stabil zu halten.
Zusätzlich muss die Wirkleistung in Abhängigkeit von der Netzfrequenz automatisch reduziert werden können. Die geschieht über eine Statik genannte Kennlinie (40 % pro Hz) ab dem Verlassen des normalen Frequenzbandes bei 50,2 Hz (obere Frequenzgrenze der Primärregelung) bis hin zur Abschaltung der Erzeugungseinheit bei einer Frequenz größer 51,5 Hz. Dieses Verhalten wurde dem TransmissionCode 2007 entnommen, damit Mittelspannungsanlagen sich bezüglich der globalen Größe der Netzfrequenz genauso wie Kraftwerke am Übertragungsnetz verhalten.

### Dynamische Netzstabilisierung
Die dynamische Netzstabilisierung bewirkt die Spannungshaltung bei kleinen, beherrschbaren Netzfehlern, um eine ungewollte gleichzeitige Abschaltung der Einspeiseleistungen und damit ganze Netzzusammenbrüche zu verhindern. So dürfen sich nun die Erzeugungsanlagen bei Fehlern im Netz nicht einfach selbst abschalten und müssen im Falle eines Kurzschlusses im öffentlichen Netz einen definierten Kurzschlussstrom zur Verfügung stellen.
Dieses Durchfahren eines Fehlers ist unter dem englischen Kürzel FRT für Fault Ride-Through geläufig. Neben dem bloßen Durchfahren, also dem Nicht-Trennen und sofortigen Einspeisen nach Fehlerklärung, wird zudem ein Beitrag zum Kurzschlussstrom gefordert. Die Anlage muss einen definierten Blindstrom auf den Fehler einspeisen, um bei der Klärung des Fehlers und dem Auslösen der Schutzorgane zu helfen. Maximal wird bei Spannungseinbrüchen von 50 % ein Kurzschlussstrom in Höhe des Nennstroms gefordert. Um den Herstellern der Erzeugungseinheiten bei diesen aufwändigen Entwicklungen die notwendige Zeit einzuräumen, galt zunächst seit Juli 2010 die Forderung nach einem „eingeschränkten Durchfahren“ ohne Blindleistungseinspeisung auf den Fehler. Seit Anfang 2011 ist die volle Funktionalität gefordert.

### Zertifizierung
Im Rahmen der neuen Mittelspannungsrichtlinie ist eine Zertifizierung von Energieerzeugungsanlagen, wie z. B. Photovoltaikanlagen, vorgeschrieben. Im Zertifizierungsprozess wird zwischen zwei unterschiedlichen Zertifikaten unterschieden: dem Zertifikat für die gesamte Anlage und den Zertifikaten der Erzeugungseinheiten, das heißt der Wechselrichter. Die Zertifikate der Erzeugungseinheiten stellen die jeweiligen Hersteller bereit.
Die Einheiten- und Anlagenzertifizierung erfolgt durch eine von der Deutschen Akkreditierungsstelle (DAkkS) nach DIN EN ISO/IEC 17065 akkreditierte und beim BDEW zugelassene Zertifizierungsstelle, die die Konformität der Anlageneigenschaften mit den Anforderungen der Mittelspannungsrichtlinie bestätigt.

## Richtlinienkonforme Wechselrichter
Obwohl die Richtlinie bereits seit dem 1. Januar 2009 gültig ist, erschienen erst Mitte 2010 Wechselrichter auf dem Markt, die deren Anforderungen entsprechen.